# 2010 Summer Tour EP
2010 Summer Tour EP é o segundo EP da banda americana Paramore em parceria com as bandas New Found Glory, Kadawatha e a dupla canadense Tegan and Sara lançado pela gravadora Fueled by Ramen em 20 de julho de 2010. Foi vendido durante a Honda Civic Tour 2010, divulgando o seu terceiro álbum de estúdio, Brand New Eyes.

## Lista de faixas
| N.º | Título                                     | Duração |  |
| 1.  | "Ignorance, live" (Paramore)               | 3:49    |  |
| 2.  | "My Heart, live" (Paramore)                | 6:08    |  |
| 3.  | "Back in Your Head, live" (Tegan and Sara) | 3:31    |  |
| 4.  | "Sheets" (Tegan and Sara)                  | 3:18    |  |
| 5.  | "I’m The Fool" (New Found Glory)           | 3:38    |  |
| 6.  | "Gonna Stay" (Kadawatha)                   | 3:15    |  |

## Créditos
- Hayley Williams - vocais
- Josh Farro - guitarra
- Jeremy Davis - baixo
- Zac Farro - bateria
- Taylor York - guitarra base